# Aqrabat, Idlib
Aqrabat, Idlib (tiếng Ả Rập: عقربات) là một ngôi làng Syria nằm ở Al-Dana Nahiyah ở huyện Harem, Idlib. Theo Cục Thống kê Trung ương Syria (CBS), Aqrabat, Idlib có dân số là 388 trong cuộc điều tra dân số năm 2004.